# Lange Undercover
Lange Undercover war eine investigative Reportersendung des Senders Sat.1, die sich im Schwerpunkt mit Missständen in Deutschland beschäftigte, deren Ursprünge im Ausland zu finden sind.
Die Sendung geriet wegen angeblicher Verstöße gegen die journalistische Sorgfaltspflicht in die Schlagzeilen und wurde abgesetzt.
Moderator und Namensgeber des Formats war der deutsche TV Reporter und Journalist Daniel Lange.

## Produktion und Inhalt
Hergestellt wurde das Format von der Produktionsfirma META productions GmbH, die auch die Sendung Akte – Reporter kämpfen für Sie produziert. Der langjährige Akte-Reporter Daniel Lange war Namensgeber und Moderator der Sendung, die Sat.1 über sechs Folgen zu je 45 Minuten, zwischen März und Juni 2014 immer Dienstags im Anschluss an Akte – Reporter kämpfen für Sie ausstrahlte.
Trotz der relativ späten Sendezeit, ab 23.15 Uhr, erzielte die Sendung überdurchschnittlich hohe Einschaltquoten und erhielt vorwiegend positive Kritiken.
Anfänglich vermutete man in den Medien, dass der Sender Sat.1 mit dem Format versuche, einen Gegenpart zur erfolgreichen RTL-Sendung Team Wallraff zu schaffen. Es stellte sich jedoch bald klar heraus, dass beide Formate überhaupt keine Parallelen aufwiesen. Langes Reportagen schockierten nicht durch den nah am durchschnittlichen Publikum liegenden „Da gehe ich nie wieder hin!“-Effekt und unerwartete Enthüllungen. Sein Fokus lag mehr darauf, unbequeme Themen, wie Zwangsprostitution oder Arbeitssklaven, vor Augen zu führen und Opfer wie Täter zu charakterisieren, um so diesem Stoff eine größere Relevanz zu verleihen.
Im Juni 2014 wurde die Sendung jedoch von Sat.1 überraschend abgesetzt, nachdem Vorwürfe wegen angeblicher Verstöße gegen die journalistische Sorgfaltspflicht aufkamen.
Im Zuge der Produktion kam es u. a. zu Dreharbeiten in Lagos (Nigeria) und im sogenannten Roma-Slum Shutka in Mazedonien.

## Kritik, Vorwürfe und Klärung
Im Juni 2014 gingen mehrere anonyme Hinweise beim Sender Sat.1 ein, in denen dem Team von Lange Undercover Verstöße gegen die journalistische Sorgfaltspflicht vorgeworfen wurden. Zeitgleich wurden etliche Blogger, Branchendienste und Online-Medien anonym darüber informiert, dass in Lange Undercover über weite Strecken Inszenierungen durchgeführt worden seien. Diese Hinweise wurden größtenteils ungeprüft übernommen und weiter verbreitet.
Eine spätere, umfangreiche Untersuchung des Senders Sat.1 ergab, dass lediglich eine Moderation, ein sog. „Aufsager“, in der Folge „Lange Undercover jagt die Schleppermafia“ nachgedreht wurde. Alle anderen, zum Teil schweren Vorwürfe, konnten vollständig widerlegt werden.
Im Zuge der vorhergehenden Berichterstattung zur Absetzung der Sendung kam teilweise der Eindruck auf, die Anschuldigungen würden sich direkt gegen den Moderator Daniel Lange richten, was jedoch nicht der Fall war.
Weder der TV-Sender Sat.1 noch die META productions GmbH erhoben Vorwürfe gegen ihn.
Die Ereignisse um das Format Lange Undercover werden in der Medienbranche seither als „Lange Skandal“ bezeichnet, da sie zu Entlassungen des damaligen Geschäftsführers Olli Weiberg, des Executive Producers und Redaktionsleiters der Sendung Akte – Reporter kämpfen für Sie, sowie sämtlicher Producer und Redakteure führten, die an der Produktion des Formats beteiligt waren. Der Moderator und Akte-Reporter Daniel Lange kündigte und verließ die META productions GmbH.
In mehreren Interviews begründete er diese Entscheidung mit der Tatsache, sich im Zuge der Aufklärung und Untersuchung nicht ausreichend unterstützt gefühlt zu haben und betonte über dieses Verhalten schwer enttäuscht zu sein.
Er kritisierte die Produktionsfirma und den vom Sender Sat.1 aufgebauten Druck während der Produktion.
Auch sprach er öffentlich das in der Medienbranche diskutierte Thema Senderwünsche an, wobei es um die Einflussnahme von TV-Sendern in die redaktionellen und journalistischen Abläufe von Format-Produktionen und Reportagesendungen geht.

## Folgen von Lange Undercover
- LU jagt die Menschenhändler (Zwangsprostitution in Rumänien und Deutschland)
- LU jagt die Schleppermafia (Arbeitssklaven aus den Elendsdörfern Osteuropas)
- LU jagt die Hacker (Wenn Hacker die Kontrolle über das Leben übernehmen)
- LU jagt die Nigeria-Connection (Die afrikanische Betrügermafia)
- LU jagt die Tiervergewaltiger (Auf den Spuren der Tiersexmafia)
- LU jagt die Schulhofdealer (Wenn vor dem Schultor Heroin verkauft wird)